# Серафима прекрасна
Серафима прекрасна - російський мелодраматичний телесеріал, знятий в 2010 році компанією Кіносеанс. Прем'єра в Росії відбулася 14 червня 2011 році на Першому. Світова прем'єра серіалу відбулася 24 жовтня 2010 році на українському телеканалі Інтер.

## Сюжет
Історія кохання сильної жінки Серафими. Це любовний трикутник - протягом 20 років вона і її суперниця люблять одного і того ж чоловіка. Крім мелодрами це ще й народне кіно - розповідь про історію Росії через життєвий шлях конкретної людини. У долі Серафими відбивається історія всієї країни - радянські часи, перебудова і наші дні. Час дії - з 1980-х дотепер. Це розповідь про те, як людина зробила свою особистість сама. Героїня подолала багато чого - хвороба дитини, зраду чоловіка та купу різних важких обставин. Фіналом стане щасливий кінець, так як вона заслужила у Господа щастя своєю працею, поведінкою і силою духу.

## У ролях
- В'ячеслав Грішечкін — Пал Палич, партійний працівник, коханець Ірини
- Олена Захарова — Ірина Долгова
- Катерина Порубель — Серафима
- Кирило Гребенщиков — Віктор Зорін
- Микола Добринін — Андрій Короленко
- Ольга Хохлова — Марья Іванівна, вчителька Серафими
- Світлана Аманова — Поліна Сергіївна, подруга Серафими
- Андрій Хворов — доктор Красін

## Цікаві факти
- За час зйомок серіалу зовнішній вигляд героїв зовсім не змінюється (крім вусатого Віктора і нових зачісок та одягу Ірини), включаючи їх вік.
- За сюжетом, Серафима, Іра і Віктор - ровесники, але в реальному житті актриси Катерині Порубель (Серафима) - 28 років, Олені Захаровій (Іра) - 35 років, а Кирилу Гребенщикову - 39 років. Ользі Хохловій, що грає вчительку Марію Іванівну, вчила дітей у школі - 45 років.